# Little Birch
Little Birch – wieś i civil parish w Anglii, w hrabstwie Herefordshire. W 2011 civil parish liczyła 306 mieszkańców.